# Mossaråtjärnen (Överluleå socken, Norrbotten, 732741-176896)
Mossaråtjärnen är en sjö i Bodens kommun i Norrbotten och ingår i Luleälvens huvudavrinningsområde.